# 米坂線雪崩直撃事故

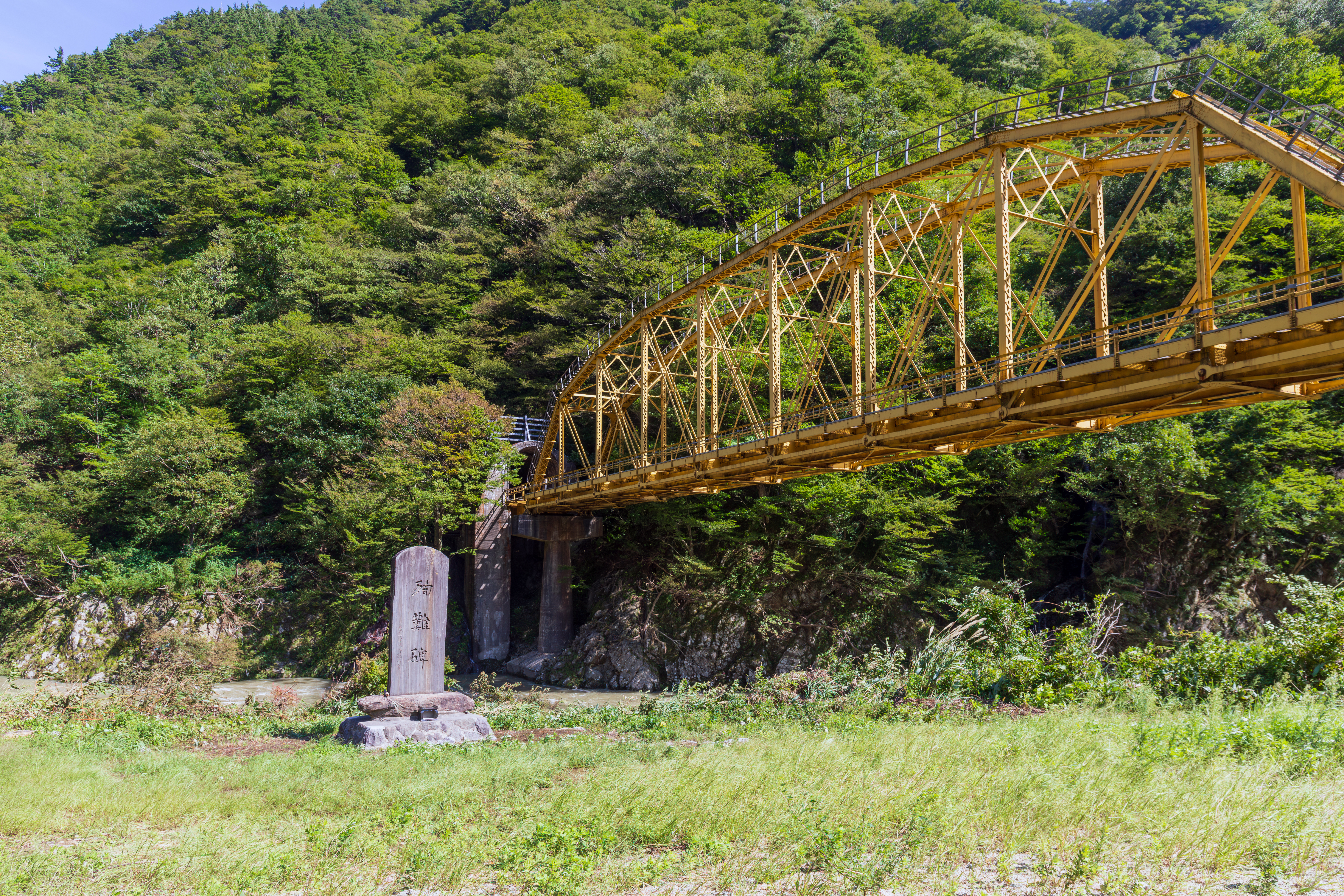
現場に建つ殉難碑

米坂線雪崩直撃事故（よねさかせんなだれちょくげきじこ）は、1940年（昭和15年）3月5日に、山形県西置賜郡小国本村（現・小国町）の米坂線上で発生した鉄道事故である。

## 解説
1940年3月5日8時45分ごろ、当時米坂線の小国駅 - 越後金丸駅間にあった玉川口駅近くの小国駅側で荒川に架かる第四荒川橋梁が、雪崩の直撃を受けて崩壊した。その直後、8620形蒸気機関車48639号機が牽引する客車3両・貨車2両の米沢発坂町行き下り103混合列車が崩壊した橋梁にさしかかり、最後尾の客車1両を残して荒川に転落した。
事故直後、転落を免れた最後尾車両に乗っていた乗客のひとりが、付近の踏切監視小屋に駆け込んで事故の一報を伝えた。連絡を受けた玉川口駅長や同駅の除雪人夫が現地に駆けつけて救助活動を始めたが、その直後、貨車の硫黄合剤と思われる積荷が3度にわたり爆発し、貨車の上に折り重なっていた客車に延焼して被害を拡大させた。収容された遺体は男女の性別すら判別できない者もあった。
客車には130人が乗っていたが、この事故で15人が死亡、30人が負傷した。雪崩対策が不十分であった可能性が指摘されている。　
雪崩が発生したタイミングは諸説あり、後部2 - 3両目付近がトンネルから出たタイミングで雪崩が襲ったため、最後部の車両が反動によってトンネル内で逆立ち状態になり、連結器が破断して転落せずに済んだとする見解もある。
事故後、現場には殉難碑が建てられ、JR東日本のOBら関係者が整備を行っている。